# Myiothlypis signata
Myiothlypis signata là một loài chim trong họ Parulidae.